# Reso Kiknadze
Reso Kiknadze (georgisch რეზო კიკნაძე Reso Kiknadse, englische Transkription: Rezo Kiknadze; * 29. September 1960 in Tiflis) ist ein georgischer Komponist und Saxophonist.

## Leben
1977 bis 1981 studierte Kiknadze Altphilologie an der Universität Tiflis. Währenddessen interessierte er sich nebenbei für Jazz, spielte Saxophon in der Big Band des Georgischen Rundfunks, später im Quintett des Tifliser Konservatoriums. Dem folgten Auftritte bei Jazz-Festivals in Tiflis, Tallinn und Vilnius, Konzerte und Rundfunkaufnahmen.
Nach dem Diplomabschluss 1982 nahm er Kompositionsunterricht bei Michail Schugliaschwili.
1986 begann er ein Kompositionsstudium am Konservatorium in Tiflis. Nebenbei interessierte er sich für traditionelle georgische Musik und sang im Chor der Antschischati-Kathedrale zu Tiflis.
1991 kam er nach Deutschland und studierte Komposition bei Friedhelm Döhl an der Musikhochschule Lübeck, ab 1993 parallel auch Elektroakustische Musik bei Dirk Reith und arbeitete als Assistent am Elektronischen Studio der Musikhochschule.
Von 1992 bis 1994 war er Mitglied des Improvisationsensembles Nuova Sonanza; gleichzeitig arbeitete er mit dem Butoh-Tanztheater tatoeba – theatre dance grotesque in Berlin zusammen.
1998 erhielt er sein Kompositionsdiplom an der Musikhochschule Lübeck. Ab 2000 arbeitete er mit dem zeitgenössischen Tanztheater TanzOrt Nord zusammen. 2001 beendete er sein Konzertexamen für Komposition.
Er übte Lehraufträge am Elektronischen Studio der Musikhochschule Lübeck und
an der Lübecker Musikschule (Saxophon und Improvisation) aus. Er hatte Auftritte als Saxophonist in unterschiedlichsten Formationen für Jazz, Neue Musik, Freie Improvisation etc. und verschiedene gemeinsame Projekte mit Künstlern aus anderen Bereichen (Tanz, Bildende Kunst, Dichter, Schauspiel etc.). 2002 gründete er die Resolution Group, ein freies elektroakustisches Improvisationsensemble. Ab 2008 lehrte er Elektroakustische Musik an der Ilia-Universität Tiflis.
Seit 2012 ist er Rektor des Konservatoriums Tiflis. Der Jazzmusiker Giorgi Kiknadze ist sein Sohn.

## Preise und Ehrungen
- 1993: Preis und Stipendium der Marie-Luise-Imbusch-Stiftung
- 1997: Kompositionspreis der Neuen Akademie Braunschweig

## Werke (Auswahl)
- Melismata für Großes Orchester (1988)
- Notturni 6 Nachtbilder aus Galgenlieder von Christian Morgenstern (1991)
- Vier ernste Bagatellen für Streichquartett (1993)
- Antiphonie für 20 Streicher (1993)
- Otophtalmia für gesamplete Baustelle (1994)
- Ouverture „Come in sogno“ für Orchester (1994)
- Litterae für 2 Marimbas (1994)
- Rudiments für einen Schlagzeuger und Elektronik (1995)
- Lamento für Flöte solo (1996)
- Movimenti für Saxophon und Elektronik (1996)
- D'amore für 13 Spieler (1997)
- Chorumi für 3 Schlagzeuger (1997)
- Szene für 2 Kontrabässe und Licht (1998)
- Meditation und Spiel für Klavier, Kontrabass und Schlagzeug (1998)
- FOF-Variationen für Elektronik (1998)
- Vier Resonanzen eines Gleichen für Bariton, Flöte, Violoncello und Klavier (1999)
- Monotonie, Kanon und Tanz für Saxophonquartett (1999)
- 3 Lieder nach John V. Hicks für Mezzosopran, Violine/Viola und Elektronik (1999)
- À piacere für Kontrabass und Elektronik (2000)
- Masken für Orchester (2000)
- Meditation auf „Artificium Artis“ für Saxophon und Elektronik (2000)
- Vier Miniaturen für Altflöte, Violine und Kontrabass (2001)
- Concertante für Bläserquintett und 20 Streicher (2001)
- Levanino (Szene II) für Klarinette und Klavier (2006)
- Resonanzen eines Gleichen für Saxophon, Violoncello und Klavier (2007)
- Graphonyme für Akkordeon und Kontrabass (2008)